# Sobiranistes

Icono de Soberanistes

Sobiranistes (en español: «Soberanistas») es una organización política de izquierdas, republicana y soberanista española creada como plataforma política el año 2018 y como partido político en 2019. La organización está liderada por Joan Josep Nuet, de la mano de la dirección de Comunistes de Catalunya, y, anteriormente, también contó con el liderazgo de Elisenda Alamany.

## Historia
Soberanistas se presentó públicamente como plataforma de carácter político liderada por los diputados de Catalunya en Comú-Podem Elisenda Alamany y Joan Josep Nuet. Bajo el lema Som comuns, som sobiranistes (Somos comunes, somos soberanistas), la plataforma se dio a conocer en una sala de la Casa Golferichs de la ciudad de Barcelona el 23 de octubre de 2018.
El objetivo de la plataforma era el de enderezar el rumbo de lo que, según dicen, era la deriva de los comunes y se mostraron muy críticos con el papel que había tenido Iniciativa per Catalunya Verds en Catalunya en Comú-Podem. En particular los acusaban de haber dejado de lado el soberanismo. En la presentación, Nuet acusó al entorno de Ada Colau de desmantelar el equipo de Xavier Domènech y reprochó a Gala Pin las descalificaciones personales, mientras que Alamany dijo que asumiría las consecuencias que tendría la creación de la plataforma.
La dirección de Catalunya en Comú criticó en una carta la poca transparencia de Alamany, y varios miembros del partido, como Gala Pin o Jaume Asens criticaron que no se siguieron los mecanismos establecidos por la formación.
El 21 de febrero de 2019 la plataforma inscribió la organización como partido político, después que el Comité Central de Comunistes de Catalunya decidiera acompañar a Soberanistas en la creación de una coalición electoral con Esquerra Republicana de Catalunya (ERC) para las elecciones generales de 2019. El 11 de marzo de 2019 inscribió también el partido político Nova, de la mano de Elisenda Alamany y su entorno, para poder participar de las elecciones municipales de Barcelona en la lista d'ERC, desmarcándose de Soberanistas.
Soberanistas se presentó a las elecciones generales españolas de 2019 (tanto a las de abril como a las de noviembre) a través de la coalición Esquerra Republicana de Catalunya-Sobiranistes y consigue representación en el Congreso de los Diputados, donde es escogido Joan Josep Nuet. También será designada senadora la maestra jubilada, Adelina Escandell. Desde abril de 2021, Joan Josep Nuet fue inhabilitado por el Tribunal Supremo, condenado por un delito de desobediencia.